# Геотермічні пошуки родовищ
Геотермічні пошуки родовищ (рос.геотермические поиски месторождений, англ. geothermal exploration of deposits, нім. geothermale Vorkommenprospektion f, geothermisches Aufsuchen n der Lagerstätten) – метод розвідувальної геофізики, оснований на вимірюванні параметрів геотерміч. поля (т-ри порід, градієнту теплового потоку). Використовується для виявлення гідрогеотермальних родовищ, пошуків і розвідки родов. нафти і руд, вивчення геол. будови територій, а також для вирішення завдань геокріології, гідрогеології, інж. геології, будівн. гірн. підприємств. При Г.п.р. проводять геотермічну зйомку, інтерпретацію аномалій і побудову карт, розрізів і геотерміч. моделей об'єктів, що вивчаються. 
Розрізняють аерогеотермічну, морську, автомобільну, пішохідну і свердловинну геотермічну зйомку. 
Метод розвинуто в 60-х рр. XX ст.